# Araitz
Araitz è un comune spagnolo di 587 abitanti situato nella comunità autonoma della Navarra.